# Binary Ninja
 Binary Ninjaは、Vector 35 Inc.によって開発されたリバースエンジニアリングプラットフォーム。バイナリを逆アセンブルし、その逆アセンブルを線形ビューまたはグラフビューで表示できる。コードの自動化された詳細な分析を実行し、バイナリの分析に役立つ情報を生成する。命令を中間言語に持ち上げ、最終的に逆コンパイルされたコードを生成する。
 Binary Ninjaは、さまざまなCPU アーキテクチャとバイナリ実行可能形式をサポートしている。Windows、macOS、Linuxで動作可能。また、無料で使用できるクラウドバージョンもある。